# トローデナ
トローデナ・ネル・パルコ・ナトゥラーレ（イタリア語: Trodena nel parco naturale ; ドイツ語: Truden im Naturpark トルーデン・イム・ナトゥーアパルク）は、イタリア共和国トレンティーノ＝アルト・アディジェ州ボルツァーノ自治県にある、人口約1,100人の基礎自治体（コムーネ）。

## 名称
自治体名はかつて単にトローデナ（Trodena / Truden）であったが、2008年に「自然公園」を意味するパルコ・ナトゥラーレが付加された。

## 地理

### 位置・広がり

#### 隣接コムーネ
隣接するコムーネは以下の通り。括弧内のTNはトレント自治県所属を示す。
- アルディーノ
- アンテリーヴォ
- カプリアーナ (TN)
- モンターニャ・スッラ・ストラーダ・デル・ヴィーノ
- ヴィッレ・ディ・フィエンメ (TN)

## 行政

### 分離集落
トローデナには、以下の分離集落（フラツィオーネ）がある。
- Fontanefredde (Kaltenbrunn), Molini di Trodena (Mühlen), San Lugano

## 住民

### 言語
| 言語集団調査（2011年） | 言語集団調査（2011年） | 言語集団調査（2011年） | 言語集団調査（2011年） | 言語集団調査（2011年） |
| ---------------------- | ---------------------- | ---------------------- | ---------------------- | ---------------------- |
|                        |                        |                        |                        |                        |
| ドイツ語               | ドイツ語               |                        | 73.94%                 | 73.94%                 |
| イタリア語             | イタリア語             |                        | 25.42%                 | 25.42%                 |
| ラディン語             | ラディン語             |                        | 0.64%                  | 0.64%                  |

2011年に行われた、住民がドイツ語・イタリア語・ラディン語のいずれの「言語集団」に属するかの調査によれば（ボルツァーノ自治県#言語集団調査参照）、住民の約74%がドイツ語話者で、イタリア語話者が約25%を占める。